# Danae
Danae é um género botânico pertencente à família  Marattiacea.